# 2003年のNFLドラフト
2003年のNFLドラフトは68回目のNFLドラフト。2003年4月26日から27日までの2日間ニューヨークのマディソン・スクエア・ガーデンで開催された。
ドラフト指名順は、2002年のレギュラーシーズンの成績が悪かったチームから完全ウェーバー制で行われ、シンシナティ・ベンガルズは全体1位でUSCのQBカーソン・パーマーを指名した。パーマーは2002年のハイズマン賞受賞者である。ハイズマン賞受賞者が全体1位で指名されたのは1987年のビニー・テスタバーディ以来のことであった。
デトロイト・ライオンズが全体2位で指名したWRチャールズ・ロジャースは3シーズンでわずか36レシーブにとどまった。
ヒューストン・テキサンズが全体3位で指名したアンドレ・ジョンソンはプロボウルに7回選出された。
1巡全体7位指名権を持っていたミネソタ・バイキングスは指名権のトレードを行おうとした結果15分以内の選手指名に失敗し、ジャクソンビル・ジャガーズ、カロライナ・パンサーズの2チームがバイキングスより先に選手を指名することとなった。
全米ではNFLネットワークとESPNによって放送された。
この年のドラフト外でトニー・ロモ、アントニオ・ゲイツ、クリス・ディールマン、クリス・クレモンス、クインティン・ミケル、ゲイリー・ブラケットなどが入団した。

## 指名選手
指名された255人のポジションごとの人数は次のとおりである。
- 53 ディフェンシブバック
- 36 ワイドレシーバー
- 30 ラインバッカー
- 24 ディフェンシブエンド
- 24 ディフェンシブタックル
- 23 ランニングバック
- 21 オフェンシブタックル
- 14 オフェンシブガード
- 14 タイトエンド
- 13 クォーターバック
- 10 センター
- 2 パンター
- 1 プレースキッカー
- 1 ノーズタックル

指名順位の数字の後の*は、FAで失った選手に対して自動的に計算し与えられる補償ドラフト、**は、前年のエクスパンションチームであるヒューストン・テキサンズに与えられる指名権を示す。

### 1巡指名選手
| 指名順位 | チーム                             | 選手名                   | ポジション | 出身大学               |
| 1        | シンシナティ・ベンガルズ           | カーソン・パーマー       | QB         | USC                    |
| 2        | デトロイト・ライオンズ             | チャールズ・ロジャース   | WR         | ミシガン州立大学       |
| 3        | ヒューストン・テキサンズ           | アンドレ・ジョンソン     | WR         | マイアミ大学           |
| 4        | ニューヨーク・ジェッツ             | ドウェイン・ロバートソン | DT         | ケンタッキー大学       |
| 5        | ダラス・カウボーイズ               | テレンス・ニューマン     | CB         | カンザス州立大学       |
| 6        | ニューオーリンズ・セインツ         | ジョナサン・サリバン     | DT         | ジョージア大学         |
| 7        | ジャクソンビル・ジャガーズ         | バイロン・レフトウィッチ | QB         | マーシャル大学         |
| 8        | カロライナ・パンサーズ             | ジョーダン・グロス       | OT         | ユタ大学               |
| 9        | ミネソタ・バイキングス             | ケビン・ウィリアムズ     | DT         | オクラホマ州立大学     |
| 10       | ボルチモア・レイブンズ             | テレル・サッグス         | DE         | アリゾナ州立大学       |
| 11       | シアトル・シーホークス             | マーカス・トルファント   | CB         | ワシントン州立大学     |
| 12       | セントルイス・ラムズ               | ジミー・ケネディ         | DT         | ペンシルベニア州立大学 |
| 13       | ニューイングランド・ペイトリオッツ | タイ・ウォレン           | DE         | テキサスA&M大学        |
| 14       | シカゴ・ベアーズ                   | マイケル・ヘインズ       | DE         | ペンシルベニア州立大学 |
| 15       | フィラデルフィア・イーグルス       | ジェローム・マクダグル   | DE         | マイアミ大学           |
| 16       | ピッツバーグ・スティーラーズ       | トロイ・ポラマル         | S          | USC                    |
| 17       | アリゾナ・カージナルス             | ブライアント・ジョンソン | WR         | ペンシルベニア州立大学 |
| 18       | アリゾナ・カージナルス             | カルビン・ペース         | LB         | ウェイクフォレスト大学 |
| 19       | ボルチモア・レイブンズ             | カイル・ボーラー         | QB         | カリフォルニア大学     |
| 20       | デンバー・ブロンコス               | ジョージ・フォスター     | OT         | ジョージア大学         |
| 21       | クリーブランド・ブラウンズ         | ジェフ・フェイン         | C          | ノートルダム大学       |
| 22       | シカゴ・ベアーズ                   | レックス・グロスマン     | QB         | フロリダ大学           |
| 23       | バッファロー・ビルズ               | ウィリス・マゲイヒー     | RB         | マイアミ大学           |
| 24       | インディアナポリス・コルツ         | ダラス・クラーク         | TE         | アイオワ大学           |
| 25       | ニューヨーク・ジャイアンツ         | ウィリアム・ジョセフ     | DT         | マイアミ大学           |
| 26       | サンフランシスコ・49ers            | クワミ・ハリス           | OT         | スタンフォード大学     |
| 27       | カンザスシティ・チーフス           | ラリー・ジョンソン       | RB         | ペンシルベニア州立大学 |
| 28       | テネシー・タイタンズ               | アンドレ・ウールフォーク | CB         | オクラホマ大学         |
| 29       | グリーンベイ・パッカーズ           | ニック・バーネット       | LB         | オレゴン州立大学       |
| 30       | サンディエゴ・チャージャーズ       | サミー・デービス         | CB         | テキサスA&M大学        |
| 31       | オークランド・レイダース           | ナムディ・アソムーア     | CB         | カリフォルニア大学     |
| 32       | オークランド・レイダース           | タイラー・ブレイトン     | DE         | コロラド大学           |

### 2巡指名選手
| 指名順位 | チーム                             | 選手名                   | ポジション | 出身大学                       |
| 33       | シンシナティ・ベンガルズ           | エリック・スタインバック | OG         | アイオワ大学                   |
| 34       | デトロイト・ライオンズ             | ボス・ベイリー           | LB         | ジョージア大学                 |
| 35       | シカゴ・ベアーズ                   | チャールズ・ティルマン   | CB         | ルイジアナ大学ラファイエット校 |
| 36       | ニューイングランド・ペイトリオッツ | ユージン・ウィルソン     | CB         | イリノイ大学                   |
| 37       | ニューオーリンズ・セインツ         | ジョン・スティンチコム   | OT         | ジョージア大学                 |
| 38       | ダラス・カウボーイズ               | アル・ジョンソン         | C          | ウィスコンシン大学             |
| 39       | ジャクソンビル・ジャガーズ         | ラシーン・マシス         | CB         | ベスーン＝クックマン大学       |
| 40       | ミネソタ・バイキングス             | E・J・ヘンダーソン       | LB         | メリーランド大学               |
| 41       | ヒューストン・テキサンズ           | ベニー・ジョプル         | TE         | ミシガン大学                   |
| 42       | シアトル・シーホークス             | ケン・ハムリン           | S          | アーカンソー大学               |
| 43       | セントルイス・ラムズ               | ピサ・ティノイサモア     | LB         | ハワイ大学                     |
| 44       | ワシントン・レッドスキンズ         | テイラー・ジェイコブス   | WR         | フロリダ大学                   |
| 45       | ニューイングランド・ペイトリオッツ | ベセル・ジョンソン       | WR         | テキサスA&M大学                |
| 46       | サンディエゴ・チャージャーズ       | ドレイトン・フローレンス | CB         | タスキギー大学                 |
| 47       | カンザスシティ・チーフス           | カウィカ・ミッチェル     | LB         | サウスフロリダ大学             |
| 48       | バッファロー・ビルズ               | クリス・ケルセイ         | DE         | ネブラスカ大学                 |
| 49       | マイアミ・ドルフィンズ             | エディ・ムーア           | LB         | テネシー大学                   |
| 50       | カロライナ・パンサーズ             | ブルース・ネルソン       | C          | アイオワ大学                   |
| 51       | デンバー・ブロンコス               | テリー・ピアース         | LB         | カンザス州立大学               |
| 52       | クリーブランド・ブラウンズ         | ショーン・トンプソン     | LB         | 西テキサスA&M大学              |
| 53       | ニューヨーク・ジェッツ             | ヴィクター・ホブソン     | LB         | ミシガン大学                   |
| 54       | アリゾナ・カージナルス             | アンクワン・ボールディン | WR         | フロリダ州立大学               |
| 55       | アトランタ・ファルコンズ           | ブライアン・スコット     | S          | ペンシルベニア州立大学         |
| 56       | ニューヨーク・ジャイアンツ         | オウシ・ウメニオーラ     | DE         | トロイ州立大学                 |
| 57       | サンフランシスコ・49ers            | アンソニー・アダムス     | DT         | ペンシルベニア州立大学         |
| 58       | インディアナポリス・コルツ         | マイク・ドス             | S          | オハイオ州立大学               |
| 59       | ピッツバーグ・スティーラーズ       | アロンゾ・ジャクソン     | LB         | フロリダ州立大学               |
| 60       | テネシー・タイタンズ               | タイロン・カリコ         | WR         | ミドルテネシー州立大学         |
| 61       | フィラデルフィア・イーグルス       | L・J・スミス             | TE         | ラトガース大学                 |
| 62       | サンディエゴ・チャージャーズ       | テレンス・キール         | S          | テキサスA&M大学                |
| 63       | オークランド・レイダース           | テヨ・ジョンソン         | TE         | スタンフォード大学             |
| 64       | タンパベイ・バッカニアーズ         | ドウェイン・ホワイト     | DE         | ルイビル大学                   |

### 3巡指名選手
| 指名順位 | チーム                       | 選手名                       | ポジション | 出身大学                       |
| 65       | シンシナティ・ベンガルズ     | ケリー・ワシントン           | WR         | テネシー大学                   |
| 66       | デトロイト・ライオンズ       | コーリー・レディング         | DT         | テキサス大学                   |
| 67       | ヒューストン・テキサンズ     | アントワン・ピーク           | LB         | シンシナティ大学               |
| 68       | シカゴ・ベアーズ             | ランス・ブリッグス           | LB         | アリゾナ大学                   |
| 69       | ダラス・カウボーイズ         | ジェイソン・ウィッテン       | TE         | テネシー大学                   |
| 70       | アリゾナ・カージナルス       | ジェラルド・ヘイズ           | LB         | ピッツバーグ大学               |
| 71       | ミネソタ・バイキングス       | ネイト・バールソン           | WR         | ネバダ大学                     |
| 72       | ジャクソンビル・ジャガーズ   | ヴィンス・マヌワイ           | OG         | ハワイ大学                     |
| 73       | シアトル・シーホークス       | ウェイン・ハンター           | OT         | ハワイ大学                     |
| 74       | セントルイス・ラムズ         | ケビン・カーティス           | WR         | ユタ州立大学                   |
| 75       | ヒューストン・テキサンズ     | セス・ワンド                 | OT         | ノースウェストミズーリ州立大学 |
| 76       | カロライナ・パンサーズ       | マイク・シードマン           | TE         | UCLA                           |
| 77       | ボルチモア・レイブンズ       | ミューサ・スミス             | RB         | ジョージア大学                 |
| 78       | マイアミ・ドルフィンズ       | ウェイド・スミス             | OT         | メンフィス大学                 |
| 79       | グリーンベイ・パッカーズ     | ケニー・ピーターソン         | DT         | オハイオ州立大学               |
| 80       | サンディエゴ・チャージャーズ | コートニー・バン・ビューレン | OT         | アーカンソー大学パインブラフ校 |
| 81       | ワシントン・レッドスキンズ   | デリック・ドッカリー         | OG         | テキサス大学                   |
| 82       | カロライナ・パンサーズ       | リッキー・マニング           | CB         | UCLA                           |
| 83**     | オークランド・レイダース     | サム・ウィリアムズ           | DE         | フレズノ州立大学               |
| 84       | クリーブランド・ブラウンズ   | クリス・クロッカー           | S          | マーシャル大学                 |
| 85       | ニューヨーク・ジェッツ       | B・J・アスッキュー           | FB         | ミシガン大学                   |
| 86       | ニューオーリンズ・セインツ   | シー・グラント               | LB         | オハイオ州立大学               |
| 87       | マイアミ・ドルフィンズ       | テイラー・ホイットリー       | OG         | テキサスA&M大学                |
| 88       | ヒューストン・テキサンズ     | デイブ・ラゴーン             | QB         | ルイビル大学                   |
| 89       | サンフランシスコ・49ers      | アンドリュー・ウィリアムズ   | DE         | マイアミ大学                   |
| 90       | インディアナポリス・コルツ   | ドナルド・ストリックランド   | CB         | コロラド大学                   |
| 91       | ニューヨーク・ジャイアンツ   | ビサンテ・シアンコー         | TE         | モーガン州立大学               |
| 92       | カンザスシティ・チーフス     | ジュリアン・バトル           | CB         | テネシー大学                   |
| 93       | テネシー・タイタンズ         | クリス・ブラウン             | RB         | コロラド大学                   |
| 94       | バッファロー・ビルズ         | アンジェロ・クローウェル     | LB         | バージニア大学                 |
| 95       | フィラデルフィア・イーグルス | ビリー・マクマレン           | WR         | バージニア大学                 |
| 96       | オークランド・レイダース     | ジャスティン・ファーガス     | RB         | USC                            |
| 97       | タンパベイ・バッカニアーズ   | クリス・シムズ               | QB         | テキサス大学                   |

### 4巡指名選手
| 指名順位 | チーム                             | 選手名                       | ポジション | 出身大学                       |
| 98       | シンシナティ・ベンガルズ           | デニス・ウェザースビー       | CB         | オレゴン州立大学               |
| 99       | デトロイト・ライオンズ             | アートース・ピナー           | RB         | ケンタッキー大学               |
| 100      | シカゴ・ベアーズ                   | トッド・ジョンソン           | S          | フロリダ大学                   |
| 101      | ヒューストン・テキサンズ           | ドマニク・デービス           | RB         | LSU                            |
| 102      | ニューオーリンズ・セインツ         | モントレー・ホーランド       | OG         | フロリダ州立大学               |
| 103      | ダラス・カウボーイズ               | ブラディー・ジェームズ       | LB         | LSU                            |
| 104      | ジャクソンビル・ジャガーズ         | ジョージ・ライスター         | TE         | オレゴン大学                   |
| 105      | ミネソタ・バイキングス             | オンテリオ・スミス           | RB         | オレゴン大学                   |
| 106      | セントルイス・ラムズ               | ショーン・マクドナルド       | WR         | アリゾナ州立大学               |
| 107      | セントルイス・ラムズ               | デジュアン・グロース         | CB         | ネブラスカ大学                 |
| 108      | デンバー・ブロンコス               | クエンティン・グリフィン     | RB         | オクラホマ大学                 |
| 109      | ボルチモア・レイブンズ             | ジャレット・ジョンソン       | DE         | アラバマ大学                   |
| 110      | シアトル・シーホークス             | セネカ・ウォレス             | QB         | アイオワ州立大学               |
| 111      | バッファロー・ビルズ               | テレンス・マギー             | CB         | ノースウェスタン州立大学       |
| 112      | サンディエゴ・チャージャーズ       | マット・ウィルヘルム         | LB         | オハイオ州立大学               |
| 113      | カンザスシティ・チーフス           | ブレット・ウィリアムズ       | OT         | フロリダ州立大学               |
| 114      | デンバー・ブロンコス               | ニック・イーソン             | DT         | クレムソン大学                 |
| 115      | クリーブランド・ブラウンズ         | リー・サグス                 | RB         | バージニア工科大学             |
| 116      | シカゴ・ベアーズ                   | イアン・スコット             | DT         | フロリダ大学                   |
| 117**    | ニューイングランド・ペイトリオッツ | ダン・クレッコ               | LB         | テンプル大学                   |
| 118      | シンシナティ・ベンガルズ           | ジェレミ・ジョンソン         | FB         | 西ケンタッキー大学             |
| 119      | カロライナ・パンサーズ             | コリン・ブランチ             | S          | スタンフォード大学             |
| 120      | ニューイングランド・ペイトリオッツ | アサンテ・サミュエル         | CB         | セントラルフロリダ大学         |
| 121      | アトランタ・ファルコンズ           | ジャスティン・グリフィス     | FB         | ミシシッピ州立大学             |
| 122      | ニューヨーク・ジャイアンツ         | ロッド・ババーズ             | CB         | テキサス大学                   |
| 123      | サンフランシスコ・49ers            | ブランドン・ロイド           | WR         | イリノイ大学                   |
| 124      | サンフランシスコ・49ers            | ブランドン・ロイド           | WR         | イリノイ大学                   |
| 125      | ピッツバーグ・スティーラーズ       | アイク・テイラー             | CB         | ルイジアナ大学ラファイエット校 |
| 126      | テネシー・タイタンズ               | リーン・ロング               | DT         | ワシントン州立大学             |
| 127      | バッファロー・ビルズ               | サム・エイケン               | WR         | ノースカロライナ大学           |
| 128      | デンバー・ブロンコス               | ブライアント・マクニール     | DE         | クレムソン大学                 |
| 129      | オークランド・レイダース           | シャロン・パーソン           | DE         | サウスフロリダ大学             |
| 130      | タンパベイ・バッカニアーズ         | ランス・ニモ                 | OT         | ウェストバージニア大学         |
| 131*     | フィラデルフィア・イーグルス       | ジャマール・グリーン         | DE         | マイアミ大学                   |
| 132*     | ジャクソンビル・ジャガーズ         | ラブランドン・トーフィールド | RB         | LSU                            |
| 133*     | タンパベイ・バッカニアーズ         | オースティン・キング         | C          | ノースウェスタン大学           |
| 134*     | ボルチモア・レイブンズ             | オビー・ムヘリ               | FB         | ウェイクフォレスト大学         |
| 135*     | シアトル・シーホークス             | ソロモン・ベイツ             | LB         | アリゾナ州立大学               |

### 5巡指名選手
| 指名順位 | チーム                             | 選手名                       | ポジション | 出身大学                 |
| 136      | シンシナティ・ベンガルズ           | ハリッド・アブダラー         | LB         | マースヒル大学           |
| 137      | デトロイト・ライオンズ             | テレンス・ホルト             | S          | ノースカロライナ州立大学 |
| 138      | インディアナポリス・コルツ         | ロバート・マシス             | DE         | アラバマA&M大学          |
| 139      | シカゴ・ベアーズ                   | ボビー・ウェイド             | WR         | アリゾナ大学             |
| 140      | ニューヨーク・ジェッツ             | デレック・ペイゲル           | S          | アイオワ大学             |
| 141      | アリゾナ・カージナルス             | ケニー・キング               | DE         | アラバマ大学             |
| 142      | クリーブランド・ブラウンズ         | ライアン・ポントブリアンド   | C          | ライス大学               |
| 143      | シカゴ・ベアーズ                   | ジャスティン・ゲイジ         | WR         | ミズーリ大学             |
| 144      | デトロイト・ライオンズ             | ジェームズ・デービス         | LB         | ウェストバージニア大学   |
| 145      | カロライナ・パンサーズ             | キンダル・ムーアヘッド       | DT         | アラバマ大学             |
| 146      | ボルチモア・レイブンズ             | アーブレイオー・フランクリン | DT         | テネシー大学             |
| 147      | グリーンベイ・パッカーズ           | ジェームズ・リー             | DT         | オレゴン州立大学         |
| 148      | セントルイス・ラムズ               | ダン・カーリー               | TE         | 東ワシントン大学         |
| 149      | サンディエゴ・チャージャーズ       | マイク・サイフレス           | P          | 西イリノイ大学           |
| 150      | ニューヨーク・ジェッツ             | マット・ウォルタース         | DE         | マイアミ大学             |
| 151      | バッファロー・ビルズ               | ベン；ソビエスキ             | OG         | アイオワ大学             |
| 152      | クリーブランド・ブラウンズ         | マイケル・レハン             | CB         | ミネソタ大学             |
| 153      | カンザスシティ・チーフス           | ジョーダン・ブラック         | OT         | ノートルダム大学         |
| 154**    | テネシー・タイタンズ               | ドニー・ニッキー             | S          | オハイオ州立大学         |
| 155      | ニューオーリンズ・セインツ         | メルビン・ウィリアムズ       | DE         | カンザス州立大学         |
| 156      | マイアミ・ドルフィンズ             | ドナルド・リー               | TE         | ミシシッピ州立大学       |
| 157      | デンバー・ブロンコス               | ベン・クラクストン           | C          | ミシシッピ大学           |
| 158      | デンバー・ブロンコス               | エイドリアン・マディス       | WR         | TCU                      |
| 159      | アトランタ・ファルコンズ           | ジョー・オリンガー           | WR         | シンシナティ大学         |
| 160      | ニューヨーク・ジャイアンツ         | デビッド・ディール           | OT         | イリノイ大学             |
| 161      | サンフランシスコ・49ers            | アーロン・ウォーカー         | TE         | フロリダ大学             |
| 162      | インディアナポリス・コルツ         | ケヨン・ホワイトサイド       | LB         | テネシー大学             |
| 163      | ピッツバーグ・スティーラーズ       | ブライアン・セントピエール   | QB         | ボストンカレッジ         |
| 164      | ニューイングランド・ペイトリオッツ | ダン・コッペン               | C          | ボストンカレッジ         |
| 165      | シアトル・シーホークス             | クリス・デービス             | FB         | シラキュース大学         |
| 166      | グリーンベイ・パッカーズ           | ハンター・ヒレンマイアー     | LB         | ヴァンダービルト大学     |
| 167      | オークランド・レイダース           | ダグ・ガブリエル             | WR         | セントラルフロリダ大学   |
| 168      | タンパベイ・バッカニアーズ         | ショーン・マハン             | OG         | ノートルダム大学         |
| 169      | マイアミ・ドルフィンズ             | J・R・トルバー               | WR         | サンディエゴ州立大学     |
| 170      | セントルイス・ラムズ               | シェーン・ウォルトン         | S          | ノートルダム大学         |
| 171      | シカゴ・ベアーズ                   | トロン・ラフェイバー         | DT         | フロリダ大学             |
| 172      | セントルイス・ラムズ               | ケビン・ギャレット           | CB         | SMU                      |
| 173*     | ボルチモア・レイブンズ             | トニー・パショス             | OT         | イリノイ大学             |

### 6巡指名選手
| 指名順位 | チーム                             | 選手名                                        | ポジション                                    | 出身大学                                      |
| 174      | シンシナティ・ベンガルズ           | ラングストン・ムーア                          | DT                                            | サウスカロライナ大学                          |
| 175      | デトロイト・ライオンズ             | デビッド・カーカス                            | WR                                            | グランドバレー州立大学                        |
|          | ヒューストン・テキサンズ           | 前年の追加ドラフトの指名で6巡指名権を失った。 | 前年の追加ドラフトの指名で6巡指名権を失った。 | 前年の追加ドラフトの指名で6巡指名権を失った。 |
| 176      | ジャクソンビル・ジャガーズ         | ブランドン・グリーン                          | DE                                            | ライス大学                                    |
| 177      | アリゾナ・カージナルス             | レジー・ウェルズ                              | PG                                            | ペンシルベニア・クラリオン大学                |
| 178      | ダラス・カウボーイズ               | B・J・タッカー                                | CB                                            | ウィスコンシン大学                            |
| 179      | ジャクソンビル・ジャガーズ         | デビッド・ヤング                              | S                                             | ジョージアサザン大学                          |
| 180      | ミネソタ・バイキングス             | エディー・ジョンソン                          | P                                             | アイダホ州立大学                              |
| 181      | マイアミ・ドルフィンズ             | コーリー・ジェンキンス                        | LB                                            | サウスカロライナ大学                          |
| 182      | ボルチモア・レイブンズ             | ジェローム・サップ                            | S                                             | ノートルダム大学                              |
| 183      | シアトル・シーホークス             | ラシャド・、ムーア                            | DT                                            | テネシー大学                                  |
| 184      | セントルイス・ラムズ               | スコット・ターセロ                            | OG                                            | カリフォルニア大学                            |
| 185      | フィラデルフィア・イーグルス       | ジェレミー・ブリッジス                        | OT                                            | サザンミシシッピ大学                          |
| 186      | ダラス・カウボーイズ               | ズリール・スミス                              | WR                                            | ハンプトン大学                                |
| 187      | バッファロー・ビルズ               | ローバーレイ・サーペイ                        | DT                                            | ユタ大学                                      |
| 188      | サンディエゴ・チャージャーズ       | ハニク・ミリガン                              | S                                             | ヒューストン大学                              |
| 189      | カンザスシティ・チーフス           | ジミー・ウィルカーソン                        | DE                                            | オクラホマ大学                                |
| 190      | ミネソタ・バイキングス             | マイケル・ナティール                          | LB                                            | フロリダ大学                                  |
| 191      | シカゴ・ベアーズ                   | ジョー・オドム                                | LB                                            | パデュー大学                                  |
| 192**    | ヒューストン・テキサンズ           | ドリュー・ヘンソン                            | QB                                            | ミシガン大学                                  |
| 193      | ジャクソンビル・ジャガーズ         | マーキス・オグデン                            | OT                                            | ハワード大学                                  |
| 194      | デンバー・ブロンコス               | アーロン・ハント                              | DE                                            | テキサス工科大学                              |
| 195      | クリーブランド・ブラウンズ         | アントニオ・ギャレイ                          | DT                                            | ボストンカレッジ                              |
| 196      | アトランタ・ファルコンズ           | ラタレンス・ダンバー                          | WR                                            | TCU                                           |
| 197      | サンフランシスコ・49ers            | アーナズ・バトル                              | WR                                            | ノートルダム大学                              |
| 198      | インディアナポリス・コルツ         | ケイト・ジューン                              | LB                                            | ミシガン大学                                  |
| 199      | ニューヨーク・ジャイアンツ         | ウィリー・ポンダー                            | WR                                            | サウスイースト・ミズーリ州立大学              |
| 200      | ニューヨーク・ジェッツ             | ブルックス・ボリンジャー                      | QB                                            | ウィスコンシン大学                            |
| 201      | ニューイングランド・ペイトリオッツ | クリフ・キングスベリー                        | QB                                            | テキサス工科大学                              |
| 202      | アトランタ・ファルコンズ           | ウェイン・ベイコン                            | CB                                            | アラバマ大学                                  |
| 203      | ニューオーリンズ・セインツ         | カリーム・ケリー                              | WR                                            | USC                                           |
| 204      | オークランド・レイダース           | ダスティン・ライカート                        | OT                                            | BYU                                           |
| 205      | タンパベイ・バッカニアーズ         | トリー・コックス                              | CB                                            | ピッツバーグ大学                              |
| 206*     | シカゴ・ベアーズ                   | ブロック・フォーセー                          | RB                                            | ボイシ州立大学                                |
| 207*     | ニューヨーク・ジャイアンツ         | フランク・ウォーカー                          | CB                                            | タスケギー大学                                |
| 208*     | インディアナポリス・コルツ         | マコア・フレイタス                            | OT                                            | アリゾナ大学                                  |
| 209*     | マイアミ・ドルフィンズ             | ティム・プロボスト                            | OT                                            | サンノゼ州立大学                              |
| 210*     | アリゾナ・カージナルス             | トニー・ギルバート                            | LB                                            | ジョージア大学                                |
| 211*     | ニューヨーク・ジャイアンツ         | デビッド・タイリー                            | WR                                            | シラキュース大学                              |
| 212*     | グリーンベイ・パッカーズ           | ブレナン・カーティン                          | OT                                            | ノートルダム大学                              |
| 213*     | マイアミ・ドルフィンズ             | イェレマイア・ベル                            | S                                             | イースタンケンタッキー大学                    |
| 214**    | ヒューストン・テキサンズ           | キース・ライト                                | DT                                            | ミズーリ大学                                  |

### 7巡指名選手
| 指名順位 | チーム                             | 選手名                     | ポジション | 出身大学                         |
| 215      | シンシナティ・ベンガルズ           | スコット・クーストラ       | OT         | ノースカロライナ州立大学         |
| 216      | デトロイト・ライオンズ             | ベン・ジョンソン           | OT         | ウィスコンシン大学               |
| 217      | ヒューストン・テキサンズ           | カリー・バーンズ           | S          | ルイビル大学                     |
| 218      | ジャクソンビル・ジャガーズ         | マラエフォー・マッケンジー | FB         | USC                              |
| 219      | ダラス・カウボーイズ               | ジャスティン・ベイツ       | OG         | コロラド大学                     |
| 220      | デトロイト・ライオンズ             | ブルー・アダムス           | CB         | シンシナティ大学                 |
| 221      | ミネソタ・バイキングス             | キーナン・ハウリー         | WR         | オレゴン大学                     |
| 222      | シアトル・シーホークス             | ジョシュ・ブラウン         | K          | ネブラスカ大学                   |
| 223      | ボルチモア・レイブンズ             | トレント・スミス           | TE         | オクラホマ大学                   |
| 224      | シアトル・シーホークス             | タコ・ウォレス             | WR         | カンザス州立大学                 |
| 225      | テネシー・タイタンズ               | トッド・ウィリアムズ       | OT         | フロリダ州立大学                 |
| 226      | カロライナ・パンサーズ             | ウォルター・ヤング         | WR         | イリノイ大学                     |
| 227      | デンバー・ブロンコス               | クリント・ミッチェル       | DE         | フロリダ大学                     |
| 228      | バッファロー・ビルズ               | マリオ・ハガン             | LB         | ミシシッピ州立大学               |
| 229      | サンディエゴ・チャージャーズ       | アンドリュー・ピノック     | FB         | サウスカロライナ大学             |
| 230      | カンザスシティ・チーフス           | モンティキュー・シャープ   | DT         | ウェイクフォレスト大学           |
| 231      | ニューオーリンズ・セインツ         | タルマン・ガードナー       | WR         | フロリダ州立大学                 |
| 232      | ワシントン・レッドスキンズ         | ギブラン・ハムダン         | QB         | インディアナ大学                 |
| 233**    | ヒューストン・テキサンズ           | チャンス・ピアース         | C          | テキサスA&M大学                  |
| 234      | ニューイングランド・ペイトリオッツ | スペンサー・ニード         | FB         | BYU                              |
| 235      | デンバー・ブロンコス               | アーマド・ガロウェイ       | RB         | アラバマ大学                     |
| 236      | デトロイト・ライオンズ             | ブランドン・ドラム         | RB         | コロラド大学                     |
| 237      | ニューヨーク・ジェッツ             | デイブ・ヨバノビッツ       | OG         | テンプル大学                     |
| 238      | アトランタ・ファルコンズ           | デメトリン・ビール         | DE         | テネシー大学                     |
| 239      | ニューイングランド・ペイトリオッツ | タリー・バンタ＝ケイン     | LB         | カリフォルニア大学               |
| 240      | ニューヨーク・ジャイアンツ         | チャールズ・ドレイク       | S          | ミシガン大学                     |
| 241      | サンフランシスコ・49ers            | ケン・ドーシー             | QB         | マイアミ大学                     |
| 242      | ピッツバーグ・スティーラーズ       | J・T・ウォール             | RB         | ジョージア大学                   |
| 243      | ニューイングランド・ペイトリオッツ | イーサン・ケリー           | DT         | ベイラー大学                     |
| 244      | フィラデルフィア・イーグルス       | ノーマン・レジューン       | S          | LSU                              |
| 245      | グリーンベイ・パッカーズ           | クリス・ジョンソン         | CB         | ルイビル大学                     |
| 246      | オークランド・レイダース           | シディーク・シャバズ       | S          | ニューメキシコ州立大学           |
| 247      | カロライナ・パンサーズ             | ケイシー・ムーア           | RB         | スタンフォード大学               |
| 248*     | マイアミ・ドルフィンズ             | ダバーン・ウィリアムズ     | DT         | トロイ州立大学                   |
| 249*     | ニューヨーク・ジャイアンツ         | ウェイン・ルシエール       | C          | コロラド大学                     |
| 250*     | ボルチモア・レイブンズ             | マイク・メイブリー         | C          | セントラルフロリダ大学           |
| 251*     | セントルイス・ラムズ               | スコット・シャンル         | LB         | ネブラスカ大学                   |
| 252*     | カンザスシティ・チーフス           | ウィリー・パイル           | S          | バージニア工科大学               |
| 253*     | グリーンベイ・パッカーズ           | ディアンドリュー・ルビン   | WR         | サウスフロリダ大学               |
| 254*     | セントルイス・ラムズ               | リチャード・アンガロ       | TE         | ウェスタンニューメキシコ大学     |
| 255*     | ニューヨーク・ジャイアンツ         | ケビン・ウォーカー         | WR         | 東ミシガン大学                   |
| 256*     | グリーンベイ・パッカーズ           | カール・フォード           | WR         | トレド大学                       |
| 257*     | グリーンベイ・パッカーズ           | スティーブ・ジョシュー     | LB         | カーソン・ニューマン大学         |
| 258*     | ボルチモア・レイブンズ             | アントウォイン・サンダース | CB         | ユタ大学                         |
| 259*     | シンシナティ・ベンガルズ           | エルトン・パターソン       | DE         | セントラルフロリダ大学           |
| 260*     | デトロイト・ライオンズ             | トラビス・アングリン       | WR         | メンフィス大学                   |
| 261*     | シカゴ・ベアーズ                   | ブライアン・アンダーソン   | OG         | ピッツバーグ大学                 |
| 262**    | オークランド・レイダース           | ライアン・ホーグ           | WR         | グスタブス・アドルファスカレッジ |

### ドラフト外入団の主な選手
| チーム                       | 選手名                 | ポジション | 出身大学               |
| バッファロー・ビルズ         | ジョン・ドレンボス     | LS         | テキサス大学エルパソ校 |
| バッファロー・ビルズ         | フレッド・ジャクソン   | RB         | コーカレッジ           |
| クリーブランド・ブラウンズ   | イスラエル・イドニジェ | DE         | マニトバ大学           |
| ダラス・カウボーイズ         | トニー・ロモ           | QB         | 東イリノイ大学         |
| デンバー・ブロンコス         | マット・マクブライアー | P          | ハワイ大学             |
| グリーンベイ・パッカーズ     | カレン・ジェンキンス   | DE         | セントラルミシガン大学 |
| インディアナポリス・コルツ   | ゲイリー・ブラケット   | LB         | ラトガース大学         |
| ジャクソンビル・ジャガーズ   | セス・マーラー         | K          | テュレーン大学         |
| ミネソタ・バイキングス       | アダム・ゴールドバーグ | OT         | ワイオミング大学       |
| フィラデルフィア・イーグルス | グレッグ・ルイス       | WR         | イリノイ大学           |
| フィラデルフィア・イーグルス | クインティン・ミケル   | S          | ボイシ州立大学         |
| サンディエゴ・チャージャーズ | クリス・ディールマン   | OG         | インディアナ大学       |
| サンディエゴ・チャージャーズ | アントニオ・ゲイツ     | TE         | ケント州立大学         |
| サンディエゴ・チャージャーズ | カシム・オズグッド     | WR         | サンディエゴ州立大学   |
| ワシントン・レッドスキンズ   | ブラッド・バンクス     | QB         | アイオワ大学           |
| ワシントン・レッドスキンズ   | クリス・クレモンス     | DE         | ジョージア大学         |

## 主な指名権のトレード
ニューヨーク・ジェッツは1巡指名権2つ（全体13位及び全体22位）をシカゴ・ベアーズにトレードして全体4位指名権を獲得した。
ニューオーリンズ・セインツは1巡全体17位、18位、2巡全体54位指名権と引き替えに1巡全体6位、2巡全体37位、4巡指名権を獲得した。
全体13位指名権は当初ワシントン・レッドスキンズが持っていたがラバーニアス・コールズの獲得のため、ジェッツにトレード、ジェッツは上述のとおりベアーズにトレードした。さらにニューイングランド・ペイトリオッツが1巡全体14位指名権と6巡指名権と引き替えにベアーズから獲得した。ベアーズが獲得した全体14位指名権はバッファロー・ビルズが前年にドリュー・ブレッドソーの獲得のため、ペイトリオッツにトレードした指名権である。
フィラデルフィア・イーグルスは1巡全体30位、2巡全体62位と引き替えにサンディエゴ・チャージャーズから1巡全体15位を獲得した。
ピッツバーグ・スティーラーズは1巡全体27位、3巡、6巡指名権と引き替えにカンザスシティ・チーフスから1巡全体16位を獲得した。
ボルチモア・レイブンズは2巡指名権および2004年ドラフト1巡指名権と引き替えにニューイングランド・ペイトリオッツから1巡全体19位指名権を獲得した。
バッファロー・ビルズはピアレス・プライスとのトレードでアトランタ・ファルコンズから1巡全体23位を獲得した。
オークランド・レイダースは1巡全体32位をタンパベイ・バッカニアーズから獲得した。ジョン・グルーデンヘッドコーチがレイダースからバッカニアーズに移籍することとなり、2002年のドラフト1巡、2巡指名権、2004年のドラフト2巡指名権をレイダースは獲得した。